# 蒼ざめた日曜日
『蒼ざめた日曜日』（あおざめたにちようび）は、1972年に公開された日本映画。製作は東宝・石原プロモーション（製作協力：ジャック・プロ）。配給は東宝。カラー。シネマスコープ。

## スタッフ
- 製作：石原裕次郎
- 原作：曾野綾子
- 脚本：田波靖男、井手俊郎
- 音楽：深町純
- 音楽プロデューサー：多賀英典
  - 主題歌「蒼ざめた日曜日」（小椋佳・作詞、鈴木邦彦・作曲、東海林修・編曲、加紋寺宏・歌）
- 撮影：金宇満司
- 美術：小林正義
- 録音：橋本文雄
- 照明：藤林甲
- 編集：渡辺士郎
- 助監督：長井博
- プロデューサー：銭谷功、小林正彦、田波靖男
- 監督：森谷司郎

## キャスト
- 飯田由里江、しのぶ、中尾幸子、少女：浅丘ルリ子
- 会津大介：若林豪
- 飯田清：紀原土耕
- 中尾良平：山内明
- 三沢とし子：東恵美子
- 昌子：江夏夕子
- 岡本：村井国夫
- 河村：武藤章生
- よし江：武田美瑳子
- ふさ子：白川恵子
- 少年：山野俊也

## 同時上映
『その人は炎のように』
- 東宝自社製作。監督：出目昌伸。主演：岩下志麻（当時松竹に所属）、岡田裕介、津坂匡章（現・秋野太作）。